# Aleksandre Tsoutsounava
Aleksandre Tsoutsounava (en géorgien : ალექსანდრ წუწუნავა), parfois  Alexandre Tsutsunava, né le 28 janvier 1881 en Géorgie (à l’époque dans l’Empire russe) et mort le 25 octobre 1955 en Géorgie (à l’époque en URSS), est un cinéaste géorgien, scénariste et réalisateur, précurseur du cinéma géorgien antérieurement à l’ère soviétique,.

## Biographie
Après ses études à Ozourguéti (Gourie), il entre en 1900 au Théâtre V. Aleksi-Meskhichvili de Koutaïssi et rejoint une année après le Théâtre de Tiflis (1901-1905).  Il part ensuite à Moscou étudier le théâtre, notamment la mise en scène avec Constantin Stanislavski. 
En 1910, il revient en Géorgie et prend la direction du Théâtre de Tchiatoura. De 1914 à 1916, il dirige le Théâtre du Peuple de Tiflis, et devient l’un des fondateurs du cinéma géorgien.  
En 1918, encouragé par le gouvernement de la République démocratique de Géorgie, il tourne le premier long métrage géorgien, Christine. Il est ensuite nommé réalisateur à l’Opéra et au Théâtre de danse, poste qu’il occupera jusqu’en 1947. 
De 1925 à 1928, sous l’ère soviétique, il tourne quatre films. 
À sa mort, il est inhumé au Panthéon du Didube. Le Théâtre d’Ozourguét porte son nom.

## Filmographie

### Réalisateur
- 1919 : Cristiné en français : « Christine »
- 1925 : Vin aris damnashave ? en français : « Le Cavalier du Grand Ouest »
- 1926 : Khanuma
- 1927 : Ori monadire en français : « Deux chasseurs »
- 1928 : Janchi Guriashi en français : « Soulèvement en  Gourie »

## Prix
- Artiste du Peuple de la RSS de Géorgie : 1934
- Ordre du Drapeau rouge du Travail (1937, 1946)
- prix Staline de 2e classe, pour la mise en scène du spectacle Le Dit de Tariel (1947)
- Ordre de Lénine (1950)